# Први пролетерски корпус НОВЈ
Први пролетерски корпус био је корпус Народноослободилачке војске Југославије (НОВЈ), формиран 5. октобра 1943, наредбом Врховног команданта НОВ и ПОЈ Јосипа Броза Тита од Прве пролетерске и Шесте личке дивизије. Приликом формирања имао је око 8.000 бораца.
Први командант корпуса био је Коча Поповић, а од јула 1944. Пеко Дапчевић. Политички комесар био је Мијалко Тодоровић Плави.
У састав корпуса ушла је 15. септембра 1944. Оперативна група дивизија (Пета крајишка, 17. источнобосанска и 21. српска дивизија), након чега је бројно стање износило око 21.000, а половином октобра око 32.000 бораца. Крајем октобра 17. источнобосанска дивизија пребачена је у Јужну оперативну групу. Од 28. октобра до 3. децембра 1944. у корпусу се налазила 28. славонска дивизија, а од 2. децембра Друга пролетерска дивизија. Крајем децембра 1944. у корпусу било је око 50.000 бораца.
Штаб Првог пролетерског корпуса је 1. јануара 1945. преформиран у Штаб Прве армије НОВЈ.

## Ратни пут Првог пролетерског корпуса
Од формирања, октобра 1943. до средине јуна 1944. Први пролетарски корпус дејствовао је на подручју Босанске Крајине и Лике. Посебно се истакао у борбама против немачког 15. брдског армијског корпуса у рејону Травника, 29. новембра, као и у Ливну, Томиславграду и Шуици током децембра 1943. године. Са снагама Петог босанског корпуса учествовао је у Првој бањалучкој операцији, од 31. децембра 1943. до 1. јануара 1944. године.
У периоду од 3. до 24. јануара 1944, Први пролетерски корпус је на подручју — Бања Лука, Мркоњић Град, Јајце, Травник, Доњи Вакуф, Бугојно, Горњи Вакуф, Купрес, Ливно, Гламоч и Млиниште — водио непрекидне борбе против јединица немачког 5. СС брдског корпуса и делова 15. и 69. немачког армијског корпуса, који су из правца Дервенте, Теслића, Сарајева, Коњица, Јабланице и Бање Луке продирали ка долини Врбаса, Ливањском и Дувањском пољу и према обали Јадранског мора. Упркос надмоћнијем и технички боље опремљеном непријатељу, као и тешким временским условима, Први пролетарски корпус је активном одбраном и маневром успео да избегне опкољавање. Забацивањем у позадину немачких трупа, извукао се из тешке ситуације и очувао оперативно присуство на том простору. Пре завршетка операције, корпус је успео да преузме иницијативу и да 15. јануара 1944. заузме Котор Варош, 17. јануара Јајце, а 26. јануара и Тешањ. Бранећи широку ослобођену територију Босанск Крајине у априлу 1944. Први пролетарски корпус водио је борбе против немачких снага у рејону села Трубара и Осредака, код Дрвара, Јајца, Мркоњић Града и Кулен Вакуфа.
У Дрварској операцији, од 25. маја до средина јуна 1944, Први пролетарски корпус учествовао је у жестоким борбама за одбрану Дрвара, као и на правцима око Јајца, Мркоњић Града, Ливна, Гламоча, Босанског Грахова, затим око Купреса, Бугојна, Прозора, на планини Враници и Битовњи. Средином јуна 1944, по наређењу Врховног штаба НОВ и ПОЈ, Штаб корпуса је са јединицама Прве пролетарске дивизије, из Босанске Крајине кренуо ка Санџаку и Србији, док је Шеста личка дивизија привремено остала у западној Босни. Након преласка комуникација Сарајево–Мостар и Сарајево–Невесиње, форсирао је реку Дрину и стигао у Санџак. Крајем јула и у првој половини августа 1944. водио је борбе код Бродарева, Пљеваља и Бијелог Поља, док је за то време Шеста личка дивизија наставила борбе у западној Босни, око Ливна и Шуице, а потом у средњој и источној Босни, око Гацка и на Сутјесци. Средином августа 1944. Прва пролетерска дивизија водила је тешке борбе у Санџаку и на Дурмитору против снага 7. СС дивизије Принц Еуген, 1. брдске дивизије, 2. пука дивизије Бранденбург, Легије Кремплер, Црногорског четничког добровољачког корпуса, 1. и 2. милешевског корпуса ЈВУО.
У складу са директивом Врховног штаба НОВ и ПОЈ, Прва пролетерска дивизија је форсирала реку Лим, код Прибоја и разбила делове 7. СС дивизије, четнички 4. јуришни златиборски и Дрински корпус и преко реке Увац продрла у Србију. У оквиру операције за ослобођење Србије, 27. августа 1944. његове снаге су заузеле јака бугарска упоришта на Палисаду и у Чајетини. Гонећи бугарске, недићевске, четничке и немачке снаге овладале су планином Златибор и спустиле се у слив Западне Мораве, ослобађајући Ариље, Пожегу и Косјерић и блокирајући Ужице. Почетком септембра, наступајући према северу, борбама код Пожеге, Косјерића и на Јеловој гори, Први пролетарски корпус савладао је жилав отпор четничке 4. групе јуришних корпуса, која је од Крушевца и Краљева била упућена да одбаци Први пролетарски корпус назад у Санџак, затим четничке Западноморавске групе оперативних снага и немачко-недићевских снага, ломећи одбрану тих непријатељевих јединица. Корпус сада под командом Пеке Дапчевића, 10. септембра избија на гребен Маљена и Сувобора, а 13. септембра на реку Колубару и у близину Ваљева. После јаких борби против немачке 7 СС дивизије Принц Еуген, немачких полицијских пукова, делова дивизије Бранденбург, делова Српског добровољачког корпуса, Српске државне страже и четника, јединице Првог пролетерског корпуса ослободиле су Горњи Милановац и Рудник 17. септембра, Ваљево, Лајковац, Лазаревац и Љиг 18. септембра, Аранђеловац 20. септембра и Уб 2. октобра и избиле пред линију Топола—Младеновац—Раља. Десно крило корпуса избило је 11. октобра не леву обалу Велике Мораве и код Тополе и Смедеревске Паланке спојило се са снагама 4. гардијског механизованог и 68. стрељачког корпуса Црвене армије.
У Београдској операцији, заједно са јединицама 57. армије и 4. гардијског механизованог корпуса совјетског Трећег украјинског фронта, у периоду од 12. до 14. октобра 1944. ослобођени су Топола и Младеновац, након чега су избили у предграђе Београда. У седмодневним уличним борбама и на прилазима граду, против немачке корпусне групе Шнекенбург и корпусне групе Штетнер, заједно са 4. гардијским механизованим корпусом, као и деловима 68. и 75. стрељачког корпуса Црвене армије и 12. војвођанског корпуса, ослобођен је 20. октобра Београд. У рејону Авале, готово је потпуно уништена немачка корпусна група Штетнер, јачине око 30.000 војника, која је покушала да се из источне Србије, преко Београда, пробије преко Саве у Срем. Његови делови, заједно са деловима совјетског 68. стрељачког корпуса, ослободили су 21. октобра Крагујевац. До краја 1944, Први пролетерски корпус водио је жестоке борбе на Сремском фронту. Наредбом Врховног штаба НОВ и ПОЈ 1. јануара 1945. корпус је преформиран у Прву армију НОВЈ.

## Командни састав корпуса
- Команданти корпуса:
  - Коча Поповић — од формирања корпуса до јула 1944.
  - Пеко Дапчевић — од јула 1944. до јануара 1945.
- Политички комесари корпуса:
  - Мијалко Тодоровић — од формирања корпуса до јануара 1945.
- Начелници Штаба корпуса:
  - Карло Лалић
  - Саво Дрљевић — од септембра 1944. до јануара 1945.

## Састав корпуса
| Хронолошки преглед дивизија у саставу Првог пролетерског корпуса | Хронолошки преглед дивизија у саставу Првог пролетерског корпуса | Хронолошки преглед дивизија у саставу Првог пролетерског корпуса | Хронолошки преглед дивизија у саставу Првог пролетерског корпуса | Хронолошки преглед дивизија у саставу Првог пролетерског корпуса | Хронолошки преглед дивизија у саставу Првог пролетерског корпуса | Хронолошки преглед дивизија у саставу Првог пролетерског корпуса | Хронолошки преглед дивизија у саставу Првог пролетерског корпуса | Хронолошки преглед дивизија у саставу Првог пролетерског корпуса | Хронолошки преглед дивизија у саставу Првог пролетерског корпуса | Хронолошки преглед дивизија у саставу Првог пролетерског корпуса | Хронолошки преглед дивизија у саставу Првог пролетерског корпуса | Хронолошки преглед дивизија у саставу Првог пролетерског корпуса | Хронолошки преглед дивизија у саставу Првог пролетерског корпуса | Хронолошки преглед дивизија у саставу Првог пролетерског корпуса |
| 1943.                                                            | 1943.                                                            | 1943.                                                            | 1944.                                                            | 1944.                                                            | 1944.                                                            | 1944.                                                            | 1944.                                                            | 1944.                                                            | 1944.                                                            | 1944.                                                            | 1944.                                                            | 1944.                                                            | 1944.                                                            | 1944.                                                            |
| октобар                                                          | новембар                                                         | децембар                                                         | јануар                                                           | фебруар                                                          | март                                                             | април                                                            | мај                                                              | јун                                                              | јул                                                              | август                                                           | септембар                                                        | октобар                                                          | новембар                                                         | децембар                                                         |
| ---------------------------------------------------------------- | ---------------------------------------------------------------- | ---------------------------------------------------------------- | ---------------------------------------------------------------- | ---------------------------------------------------------------- | ---------------------------------------------------------------- | ---------------------------------------------------------------- | ---------------------------------------------------------------- | ---------------------------------------------------------------- | ---------------------------------------------------------------- | ---------------------------------------------------------------- | ---------------------------------------------------------------- | ---------------------------------------------------------------- | ---------------------------------------------------------------- | ---------------------------------------------------------------- |
| 1. дивизија                                                      |                                                                  |                                                                  |                                                                  |                                                                  |                                                                  |                                                                  |                                                                  |                                                                  |                                                                  |                                                                  |                                                                  |                                                                  |                                                                  |                                                                  |
| 6. дивизија                                                      |                                                                  |                                                                  |                                                                  |                                                                  |                                                                  |                                                                  |                                                                  |                                                                  |                                                                  |                                                                  |                                                                  |                                                                  |                                                                  |                                                                  |
|                                                                  |                                                                  |                                                                  |                                                                  |                                                                  |                                                                  |                                                                  |                                                                  |                                                                  |                                                                  |                                                                  | 5. дивизија                                                      |                                                                  |                                                                  |                                                                  |
|                                                                  |                                                                  |                                                                  |                                                                  |                                                                  |                                                                  |                                                                  |                                                                  |                                                                  |                                                                  |                                                                  | 17. дивизија                                                     |                                                                  |                                                                  |                                                                  |
|                                                                  |                                                                  |                                                                  |                                                                  |                                                                  |                                                                  |                                                                  |                                                                  |                                                                  |                                                                  |                                                                  | 21. дивизија                                                     |                                                                  |                                                                  |                                                                  |
|                                                                  |                                                                  |                                                                  |                                                                  |                                                                  |                                                                  |                                                                  |                                                                  |                                                                  |                                                                  |                                                                  |                                                                  | 28. дивизија                                                     |                                                                  |                                                                  |
|                                                                  |                                                                  |                                                                  |                                                                  |                                                                  |                                                                  |                                                                  |                                                                  |                                                                  |                                                                  |                                                                  |                                                                  |                                                                  |                                                                  | 2. дивизија                                                      |